# 김세복
김세복(金世福, 1961년 12월 26일 ~ )는 대한민국의 제8대 대구광역시 북구의원이다.

## 학력
- 김천대학교 졸업

## 경력
- 제5회,6회 전국줄넘기대회(대구광역시장기) 명예회장
- OK마트 대곡점(대구 달서구), 파워풀마트 이시아폴리스점(대구동구) ,OK마트 옥포점, 무지개유통(대구 서구) ,완뚝순두부 매천점 CEO(대구 북구).완뚝순두부 죽전점CEO(대구 달서구)
- 금호지구 발전연합회장(전)
- 대구YJ(권영진대구시장)산악회 회장(현)
- 대구경북 경제인연합회 회장(현)
- 대구북구 대원2파크골프클럽 회장(현)
- (사)한국 학교폭력 예방협의회 상임부회장(전)
- 대한체육회 장애인배구협회 경상북도회장(전)
- 대한체육회 장애인 배구협회 대구후원회 회장(전)
- 2020.04 ~ 2022.06 제8대 대구광역시 북구의회 의원
- 2020.04 ~ 2020.07 제8대 대구광역시 북구의회 전반기 행정문화위원회 위원
- 2020.07 ~ 2022.06 제8대 대구광역시 북구의회 후반기 복지보건위원회 부위원장
- 2020.07 ~ 2022.06 제8대 대구광역시 북구의회 후반기 의회운영위원회 위원
- 2021.12 ~ 2022.06 제8대 대구광역시 북구의회  예산결산특별위원회 위원장
- 2025.01~2025.12  대구북구 구의원(8대 :20명) 의정회  회장(현)

## 수상
- 대구광역시장 표창패
- (사)한국신문방송인클럽 지방의정부분대상 수상
- 2020대한민국 뉴리더대상,지방의정부분대상 수상
- (사)한국문화교육협회 - 대한민국 청소년대상 수상
- (사)한국녹색환경협회 - 환경봉사부분대상 수상
- "칭찬합시다 뉴스 한국방송" 세종대왕 대상 수상
- 한국민족정신진흥회-현대 한국인물사 100인에 등재

## 역대 선거 결과
| 실시년도 | 선거        | 대수 | 직책   | 선거구                | 정당       | 득표수    | 득표율          | 순위 | 당락 | 비고           |
| -------- | ----------- | ---- | ------ | --------------------- | ---------- | --------- | --------------- | ---- | ---- | -------------- |
| 2020년   | 4·15 재보선 | 8대  | 구의원 | 대구 북구 (바 선거구) | 미래통합당 | 21,687 표 | \| \| 66.26% \| | 1위  |      | 초선, 민선 7기 |
|          | 66.26%      |      |        |                       |            |           |                 |      |      |                |